# 高塚龜次郞
高塚 龜次郞（たかつか かめじろう、1873年〈明治6年〉5月23日 - 20世紀）は、日本の教育者、政治家。日本赤十字社終身社員。姓の「塚」は「塚」の旧字体であるがJIS X 0208に収録されておらず、名の「龜」は「亀」の旧字体、「郞」は「郎」の旧字体のため、高塚 亀次郞など混ぜ書きでも表記される。
上土方小学校校長、静岡県小笠郡会議員、静岡県小笠郡土方村長、静岡県小笠郡土方村会議員（3期）、静岡県小笠郡土方村学務委員などを歴任した。

## 概要
教育者として活動し、上土方小学校では訓導を経て校長に就任した。その後は政治家に転身し、小笠郡会議員選挙にて当選を果たす。また、土方村の村長にも就任し、さらには土方村会議員を務めるなど、公職を歴任した。それらを退任すると、土方村の学務委員に就任するなど、地域の教育の発展に尽くした。

## 来歴

### 生い立ち
1873年（明治6年）5月23日、高塚四郞吉の長男として生まれた。父の四郞吉は、政治家として公職を歴任した名士であった。高塚が生まれた頃は日本の地方区分が目まぐるしく変動しており、たとえば城東郡は1871年（明治4年）7月に静岡県の管轄となったが、同年11月には浜松県の管轄に移り、1876年（明治9年）8月には再び静岡県の管轄となっている。また、城東郡の上土方村は、同じく城東郡の入山瀬村、今滝村、下土方村、川久保村の大部分、中村の一部と合併し、1889年（明治22年）4月に土方村が発足している。

### 教育者として

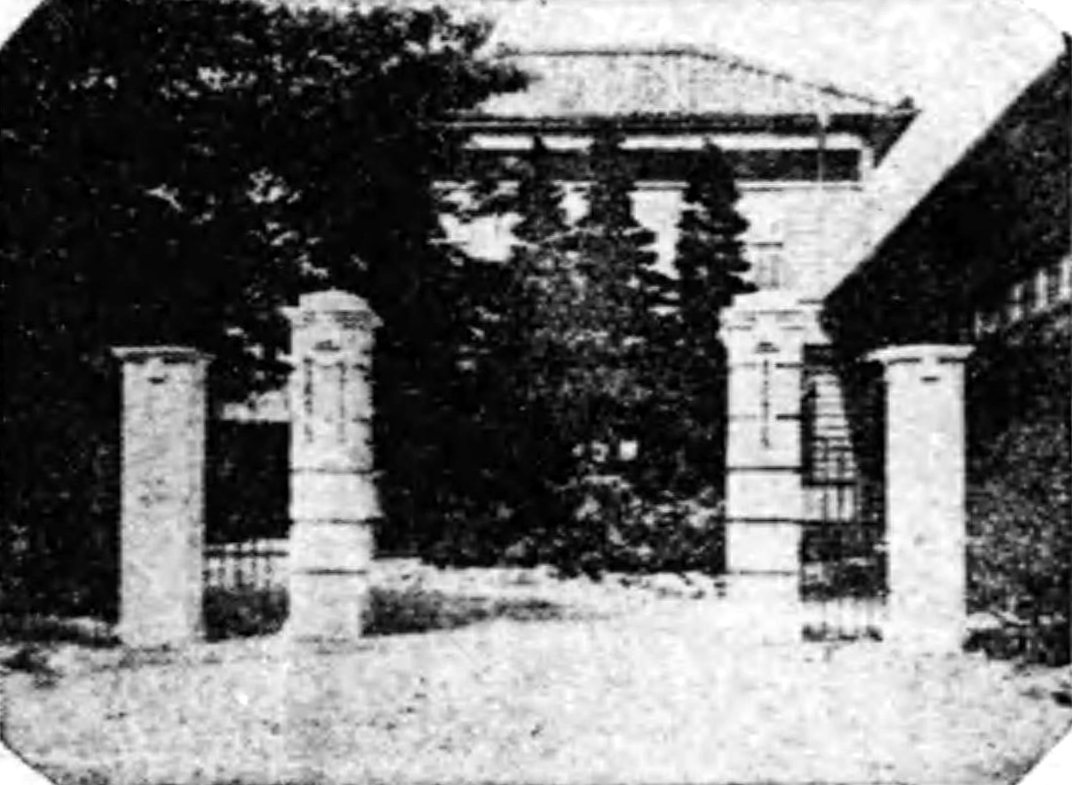
上土方小学校の流れを汲む土方尋常高等小学校

静岡県城東郡土方村に立地する上土方小学校に採用され、1895年（明治28年）4月に訓導として着任した。さらに校長に就任するなど、通算15年間に亘って教育者として活躍した。なお、上土方小学校は静岡県小笠郡中村に中村分校を設置していたが、そちらを1909年（明治42年）に廃止している。

### 政治家として
1915年（大正4年）、小笠郡会議員選挙にて当選を果たす。1923年（大正12年）には土方村の村長に推薦され、6年に亘って村政の舵取りを担った。また、3期に亘って土方村会議員を務めた。そのほか、落合報徳社では理事を経て、社長に就任し、土方村簡易報徳社でも理事に就任した。土方製茶販売組合でも理事に就任し、1919年（大正8年）1月17日に退任した。また、土方銀行の大株主の一人として名を連ねていた。
村長退任後は学務委員を務めるなど、引き続き村の発展に尽くした。また、日本赤十字社より終身社員章が授与されている。

## 家族・親族
高塚家の家祖である高塚四郞兵衞は、一旗揚げようと東京府東京市に移り住むが、帰郷して新たに一家を興している。龜次郞の父である高塚四郞吉は、龜次郞と同様に土方村会議員などを務めている。また、龜次郞の子弟の多くは教育者となっている。龜次郞の長男である高塚慶一は加茂小学校の訓導を務めていた。龜次郞の二男である高塚悌一は大分県立佐伯中学校の教諭を務めていた。
- 高塚四郞吉（父） - 政治家[2]
- 高塚慶一（長男） - 教育者[2]
- 高塚悌一（二男） - 教育者[2]

## 略歴
- 1873年 - 誕生[2]。
- 1895年 - 上土方小学校訓導[2]。
- 1915年 - 小笠郡会議員選挙当選[2]。
- 1923年 - 土方村村長[2]。

### 註釈
1. ↑  静岡県城東郡は、佐野郡と合併し、1896年に小笠郡が設置された。
2. ↑  静岡県小笠郡土方村は、佐束村と合併し、1955年に城東村が設置された。
3. ↑  上土方小学校は、下土方小学校、入山瀬尋常小学校と統合され、1909年に土方尋常小学校が設置された[4]。
4. ↑  大分県立佐伯中学校は、大分県立佐伯高等女学校と統合され、1948年に大分県立佐伯第一高等学校が設置された。